# レバノン海軍艦艇一覧
レバノン海軍艦艇一覧は、レバノン共和国海軍が過去保有した、または現在保有する、または将来保有する予定の、未完成・計画中止を含めた歴代艦艇一覧である。
凡例

## 現有勢力（2024年現在）
- 国防予算：18億ドル[1]
- 海軍人員：1,100名[1]
- 艦船隻数：13隻（排水量20t以上）[1][注釈 1]

哨戒艇×11
揚陸艇×2